# 秋田臨海鉄道線
秋田臨海鉄道線（あきたりんかいてつどうせん）は、秋田県秋田市にある秋田港駅から秋田北港駅、および向浜駅までを結んでいた秋田臨海鉄道の鉄道路線である。秋田港 - 秋田北港間と秋田港 - 向浜間に路線が分かれており、前者は北線、後者は南線と呼ばれる。
2020年6月26日、2015年から休止中の北線（秋田港 - 秋田北港間）、南線（秋田港 - 向浜間）について大口荷主の相次ぐ撤退により経営が厳しく新たな荷主を見つけることが困難なこと、現状のコンテナ輸送についても秋田貨物駅までのトラック便で代替輸送が可能であることから、2021年（令和3年）3月限りでの事業終了と会社の解散を発表した。事業終了に伴い、両線の設備は撤去される予定。

## 路線データ
- 北線
  - 管轄（事業種別）：秋田臨海鉄道（第一種鉄道事業者）
  - 路線距離（営業キロ）：秋田港駅 - 秋田北港駅間 2.5km
  - 軌間：1067mm
  - 駅数：3駅（起終点駅を含む）
  - 複線区間：なし（全線単線）
  - 電化区間：なし（全線非電化）
  - 閉塞方式：スタフ閉塞式
- 南線
  - 管轄（事業種別）：秋田臨海鉄道（第一種鉄道事業者）
  - 路線距離（営業キロ）：秋田港駅 - 向浜駅間 5.4km
  - 軌間：1067mm
  - 駅数：2駅（起終点駅を含む）
  - 複線区間：なし（全線単線）
  - 電化区間：なし（全線非電化）
  - 閉塞方式：スタフ閉塞式

## 運行形態

### 北線
2008年3月15日のダイヤ改正により、貨物列車の設定が消滅した。
小坂製錬小坂線の小坂駅に隣接する小坂製錬小坂製錬所から、秋田北港駅に隣接する秋田製錬飯島製錬所への濃硫酸輸送のため、1日2往復の専用貨物列車が設定されていたが、小坂製錬所の濃硫酸生産終了に伴い2008年3月4日をもって運行を終了した。
なお、北線近隣の秋田港国際コンテナターミナルへのSEA&RAIL輸送について検討が行われており、2008年2月12日に40フィート海上コンテナを用いた実験輸送が行われた。仙台港と秋田港を結ぶ鉄道輸送ルートを確立する構想で、東北地方整備局が取り組んでいる。現路線は岸壁に接していない（線路と岸壁との間に幹線道路がある）ので、構想如何では路線の延伸も想定されていると報じられた。実際に、秋田港新国際コンテナターミナルのイメージパースには、埠頭に貨物駅が隣接するイラストも描かれている。

### 南線
向浜駅に隣接する日本製紙秋田工場を発着する紙製品などのコンテナ輸送がされていた。末期には1日3往復の専用貨物列車と1日1往復の臨時専用貨物列車が設定されていた。2021年3月12日をもって運行を終了した。
1986年に向浜で地方博覧会「秋田博覧会」が行われた際、臨時旅客列車「アッキー号」が秋田駅から会場最寄の秋田博前駅（秋田港 - 向浜間の現在のこまちスタジアム付近に設置された臨時駅）まで乗り入れたことがある。車両は機関車、客車とも国鉄の車両が使われ、ステッカーによる特別塗装を施した50系客車をDE10形式ディーゼル機関車が牽引する編成を主体に、時折特急用客車（14系座席車と24系寝台車の混結等）も使用して運転された。

## 歴史
- 1971年（昭和46年）
  - 7月7日 - 北線 秋田港 - 中島埠頭間、南線 秋田港 - 向浜間が開業[8][9]。
  - 10月1日 - 北線 中島埠頭 - 秋田北港間が開業[8][9]。
- 1986年（昭和61年）7月18日 - （臨）秋田博前駅が開業[9]、南線 秋田港 - 秋田博前間で臨時旅客営業を開始（同年8月25日廃止[9]）
- 1997年（平成9年）4月1日 - 穀保町駅廃止[10]。
- 2008年（平成20年）3月15日 - 北線の貨物列車設定を廃止。
- 2015年（平成27年）7月1日 - 北線の鉄道事業休止[11]。
- 2021年（令和3年）
  - 3月12日 - 列車の運行が終了[7]。
  - 4月1日 - 北線・南線の鉄道事業廃止[1]。
- 2022年（令和4年）4月 - 線路撤去開始[12]

## 駅一覧
全駅秋田県秋田市内に所在。専用線を接続していた企業名は当時のもの。

### 北線
| 駅名       | 営業 キロ | 接続路線                                       | 備考（専用線を接続していた企業）           |
| ---------- | --------- | ---------------------------------------------- | ------------------------------------------ |
| 秋田港駅   | 0.0       | 奥羽本線貨物支線（土崎方面）・秋田臨海鉄道南線 | 三田商店・秋田接着剤工業・秋田海陸運送     |
| 中島埠頭駅 | 0.5       |                                                | 休止。日本石油・日本セメント・秋田海陸運送 |
| 秋田北港駅 | 2.5       |                                                | 秋田製錬・宇部興産                         |

専用線は全て廃止されている。

### 南線
| 駅名             | 営業 キロ | 接続路線                                       | 備考（専用線を接続していた企業）                                 |
| ---------------- | --------- | ---------------------------------------------- | ---------------------------------------------------------------- |
| 秋田港駅         | 0.0       | 奥羽本線貨物支線（土崎方面）・秋田臨海鉄道北線 | 三田商店・秋田接着剤工業・秋田海陸運送                           |
| 穀保町駅         | 1.5       |                                                | 廃止。日本通運・秋田鉄鋼埠頭・太平プロパン                       |
| （臨）秋田博前駅 | 4.0       |                                                | 廃止。秋田博覧会専用旅客駅。                                     |
| 向浜駅           | 5.4       |                                                | 日本製紙・秋木工業・秋田木材防腐・秋田プライウッド・東洋合板工業 |

専用線は向浜駅の日本製紙秋田工場が最後まで使用していた他は廃止されている。
また、秋田プライウッドと東洋合板工業の専用線は共同使用で、（臨）秋田博前駅の付近から分岐していた。

## 輸送・収支実績
| 年度 | 貨物輸送数量（トン） | 鉄道業営業収入（千円） | 鉄道業営業費（千円） | 備考                                                 |
| ---- | -------------------- | ---------------------- | -------------------- | ---------------------------------------------------- |
| 1979 | 425,993              | 300,922                | 258,727              |                                                      |
| 1980 |                      |                        |                      |                                                      |
| 1981 |                      |                        |                      |                                                      |
| 1982 | 361,955              | 304,480                | 286,267              |                                                      |
| 1983 |                      |                        |                      |                                                      |
| 1984 | 225,922              | 252,538                | 243,571              |                                                      |
| 1985 | 194,332              | 218,784                | 225,147              |                                                      |
| 1986 | 167,838              | 207,996                | 210,414              |                                                      |
| 1987 | 140,355              | 194,843                | 191,152              |                                                      |
| 1988 | 145,324              | 193,872                | 190,718              |                                                      |
| 1989 | 139,488              | 195,811                | 197,212              |                                                      |
| 1990 | 193,082              | 247,847                | 234,845              |                                                      |
| 1991 | 283,909              | 320,443                | 297,005              |                                                      |
| 1992 | 289,000              | 323,384                | 315,485              |                                                      |
| 1993 | 259,606              | 295,056                | 314,669              |                                                      |
| 1994 | 310,937              | 338,624                | 335,287              |                                                      |
| 1995 | 293,498              | 333,572                | 338,096              |                                                      |
| 1996 | 277,033              | 375,678                | 383,789              |                                                      |
| 1997 | 252,621              | 350,042                | 363,332              |                                                      |
| 1998 | 219,142              | 309,419                | 347,450              |                                                      |
| 1999 | 365,493              | 342,646                | 340,127              |                                                      |
| 2000 | 486,035              | 402,789                | 386,717              |                                                      |
| 2001 | 453,446              | 379,462                | 384,019              |                                                      |
| 2002 | 432,274              | 376,329                | 380,226              |                                                      |
| 2003 | 425,500              | 382,985                | 387,805              |                                                      |
| 2004 | 366,247              | 357,676                | 380,253              |                                                      |
| 2019 | 75,000               | 212,858                | 206,217              | 運輸雑収が1億5356万円余り 貨物輸送収入は5900万円程度 |

- 民鉄主要統計『年鑑世界の鉄道』1983年『年鑑日本の鉄道』1985年、1987年-2007年
- 1986年の臨時旅客営業による旅客輸送人員50千人